# Paulo Rocha (cineasta)
Paulo Soares da Rocha GOIH (Porto, 22 de dezembro de 1935 — Vila Nova, 29 de dezembro de 2012) foi um cineasta português.

## Biografia

### Antecedentes familiares
Filho de Crispim José da Rocha (falecido em 1966), de São Vicente de Pereira Jusã e de Maria Cândida Alves Soares Malaquias, de Ovar. Oriundo de família rica, tanto do lado paterno como materno, de emigrantes que fizeram fortuna no Brasil. Supostamente, os ascendentes da família Malaquias, teriam enriquecido subitamente porque, um dia, a charrua deles "bateu numa pequena panela cheia de objectos de ouro, que foram vender ao Porto".
À data do nascimento do futuro cineasta, os pais habitavam na Rua de Santa Catarina, 447 - 1º, Porto. Em 1937, o pai mandou construir uma grande casa num enorme terreno que comprara junto às garagens da Companhia Aurifícia, na Rua de Álvares Cabral, 176 a 184 e que ficou concluído em 1942. A propriedade, ainda existente, é constituída por um edifício, terrenos agrícolas e por um luxuriante jardim de estilo francês com lago artificial, numa área de 9 mil m². A família foi para ali morar, mas, anos depois, a sua vida foi ensombrada pelo suicídio de um irmão de Paulo Rocha, no interior da habitação.
A propriedade acabaria por ser vendida nos anos 1950 à Companhia de Santa Teresa de Jesus, que ali instalou um lar universitário feminino. Curiosamente, no local ocorreu um outro suicídio, de uma freira afogada no tanque da quinta. Uma madre superiora espanhola, que por lá passou, também viria a ter um final funesto, brutalmente assassinada por ladrões, embora noutra localidade.
Em 2017 a propriedade foi comprada por uma empresa de oftalmologia.

### Carreira
Considerado um dos fundadores do movimento do Novo Cinema em Portugal, Paulo Rocha pertence à geração de cineastas que surgiu no seio do movimento cineclubista. Frequentava nessa altura a Faculdade de Direito da Universidade de Lisboa, onde ingressou no ano de 1953. 
Abandonando os estudos de Direito, partiu para França, em 1959. Em Paris frequentou, até 1962, o Institut des Hautes Études Cinématographiques, onde obteve um diploma de Realização de Cinema. Foi assistente de Realização estagiário de Jean Renoir em Le Corporal Épingle (1962).
Voltou a Portugal, trabalhando como assistente de realização de Manoel de Oliveira em Acto da Primavera (1963) e A Caça (1964), acabando por se estrear na realização com Verdes Anos (1962), produzido por António da Cunha Telles e considerado uma obra-chave para o movimento do Novo Cinema português, a par de Dom Roberto (1962) de Ernesto de Sousa e de Belarmino (1964), de Fernando Lopes (Ver: Cinema de Portugal - anos sessenta - Wikipédia). Teve ainda participações como actor em filmes de Jorge Silva Melo, Manoel de Oliveira, João Canijo, Fernando Lopes e Raquel Freire.
Foi diretor do Centro Português de Cinema, de 1973 a 1974. Entre 1975 e 1983 foi Adido Cultural da Embaixada de Portugal em Tóquio, onde estudou a vida e obra de Wenceslau de Moraes, tema da sua longa-metragem A Ilha dos Amores (1982).
A 9 de Junho de 1994 foi feito Grande-Oficial da Ordem do Infante D. Henrique.
Faleceu a 29 de Dezembro de 2012, aos 77 anos, no hospital da Arrábida, em Vila Nova de Gaia, não tendo resistido a um acidente vascular cerebral.

## Filmografia (realizador)
- Se Eu Fosse Ladrão... Roubava (2013)
- Vanitas (2004)
- As Sereias (2001)
- A Raiz do Coração (2000)
- Camões - Tanta Guerra, Tanto Engano (1998)
- O Rio do Ouro (1998)
- Portugaru San - O Sr. Portugal em Tokushima (1993)
- Oliveira, l'Architecte (1993)
- Máscara de Aço contra Abismo Azul (1988)
- O Desejado (1988)
- A Ilha dos Amores (1982)
- A Pousada das Chagas (1972)
- Sever do Vouga... Uma Experiência (1971)
- Mudar de Vida (1966)
- Os Verdes Anos (1963)

## Colaboradores recorrentes

### Frequentes membros de elenco
| Membros de elenco recorrentes (3 ou mais filmes) | Membros de elenco recorrentes (3 ou mais filmes) | Membros de elenco recorrentes (3 ou mais filmes) | Membros de elenco recorrentes (3 ou mais filmes) | Membros de elenco recorrentes (3 ou mais filmes) | Membros de elenco recorrentes (3 ou mais filmes) | Membros de elenco recorrentes (3 ou mais filmes) | Membros de elenco recorrentes (3 ou mais filmes) | Membros de elenco recorrentes (3 ou mais filmes) | Membros de elenco recorrentes (3 ou mais filmes) | Membros de elenco recorrentes (3 ou mais filmes) |
| Intérprete                                       | Os Verdes Anos (1963)                            | Mudar de Vida (1966)                             | Pousada das Chagas (1972)                        | A Ilha dos Amores (1982)                         | O Desejado (1987)                                | O Rio do Ouro (1998)                             | A Raiz do Coração (2000)                         | Vanitas (2004)                                   | Se Eu Fosse Ladrão... Roubava (2013)             | Total                                            |
| ------------------------------------------------ | ------------------------------------------------ | ------------------------------------------------ | ------------------------------------------------ | ------------------------------------------------ | ------------------------------------------------ | ------------------------------------------------ | ------------------------------------------------ | ------------------------------------------------ | ------------------------------------------------ | ------------------------------------------------ |
| Joana Bárcia                                     |                                                  |                                                  |                                                  |                                                  |                                                  | Yes                                              | Yes                                              | Yes                                              | Yes                                              | 4                                                |
| João Pedro Bénard                                |                                                  |                                                  |                                                  |                                                  |                                                  | Yes                                              | Yes                                              | Yes                                              | Yes                                              | 4                                                |
| Luís Miguel Cintra                               |                                                  |                                                  | Yes                                              | Yes                                              | Yes                                              |                                                  | Yes                                              |                                                  | Yes                                              | 5                                                |
| Filipe Cochofel                                  |                                                  |                                                  |                                                  |                                                  |                                                  | Yes                                              | Yes                                              | Yes                                              |                                                  | 3                                                |
| Clara Joana                                      |                                                  |                                                  | Yes                                              | Yes                                              | Yes                                              |                                                  |                                                  |                                                  |                                                  | 3                                                |
| Isabel Ruth                                      | Yes                                              | Yes                                              |                                                  |                                                  | Yes                                              | Yes                                              | Yes                                              | Yes                                              | Yes                                              | 7                                                |

### Frequentes membros de equipa técnica
| João Pedro Bénard (Produção)   |     |     | Yes |     | Yes | Yes |     |     |     | Yes |     | Yes | Yes | Yes |     | 7 |
| Paulo Brandão (Compositor)     |     |     | Yes | Yes |     | Yes | Yes |     |     |     |     |     |     |     |     | 4 |
| Nuno Carvalho (Mistura de som) |     |     |     |     |     |     |     | Yes | Yes | Yes | Yes | Yes | Yes | Yes |     | 7 |
| José Edgar Feldman (Edição)    |     |     |     |     |     |     |     |     |     | Yes |     | Yes | Yes | Yes | Yes | 5 |
| Regina Guimarães (Argumento)   |     |     |     |     |     |     |     |     |     | Yes |     | Yes | Yes | Yes | Yes | 5 |
| Elso Roque (Cinematografia)    | Yes | Yes | Yes |     |     |     | Yes |     |     | Yes |     | Yes |     |     |     | 6 |